# Тоурисватн
Тоурисватн (исл. Þórisvatn) — водохранилище в Исландии. Является самым большим водоёмом страны. Расположено на юге Исландского плато, возле высокогорной дороги Спренгисандур. Объём воды — 1,18 км³.
Образовано плотиной на реке Тьоурсау для выработки электроэнергии. До появления плотины существовало озеро площадью 70 км², второе по размеру в Исландии, имеющее сток в реку Тьоурсау. После постройки плотины площадь водной поверхности увеличилась почти до 86 км2.
В отличие от других исландских водоёмов, которые в большинстве своём являются естественными ледниковыми или вулканическими озёрами, вода в Тоурисватне имеет ярко-зелёный цвет.